# Liste von einzelnen Geräten gemäß den Kennblättern fremden Geräts
In dieser Liste von einzelnen Geräten gemäß den Kennblättern fremden Geräts werden einzelne Fremdgeräte von verschiedenen Gerättypen aufgeführt, die vom Heereswaffenamt verzeichnet wurden, für die jedoch keine eigene Liste angefertigt werden kann.
Nachfolgend ein Überblick/Auszug zur offiziellen Dokumentation Kennblätter fremden Geräts.

## Hinweise zur Liste
Aufbau der Tabelle
Untenstehende Tabelle führt folgenden Spalteninhalte:
- dtsch. Kennnr. (deutsche Kenn-Nummer), dies entspricht dem Originalindex in den Kopfzeilen der Kennblätter mit Kennnummer, Stoffgebietenummer und Beutezeichen.
- Abk. dtsch. Ben. (Abkürzung deutsche Benennung), Originalbezeichnung entnommen aus der fünften Zeile der Kennblätter.
- Landesbez. nach HWA (Heereswaffenamt), Originalangaben entnommen aus der ersten Zeile der Kennblätter.
- (Wikipedia-Artikel) Link zum Wikipedia-Artikel in runden Klammern in der zweiten Zeile unter Landesbez. nach HWA.
- Bild, eine Bildauswahl aus Wikipedia für dieses Objekt.
- Bemerkungen, Originalangaben entnommen aus den erweiterten Angaben der Kennblätter.

 Info: Die in der Tabelle angegebenen Originaleinträge sollen nicht geändert werden, weil diese den Angaben aus den Kennblättern entsprechen. Nach neuerem Forschungsstand sind teilweise Errata in den Kennblättern erkannt worden. Diese werden unten im Abschnitt Anmerkungen jeweils zur Kenn-Nummer erläutert. Die Wikilinks in den runden Klammern sollten das Lemma der entsprechenden Artikel in Wikipedia enthalten.

## Tabellarische Übersicht

### D 50/2
(Quelle: )

#### Reinigungsgerät
- Liste von Reinigungsgerät gemäß den Kennblättern fremden Geräts D 50/2

| dtsch. Kennnr. | Abk. dtsch. Ben.            | Landesbez.nach HWA (Wikipedia-Artikel) | Bild | Bemerkungen |
| -------------- | --------------------------- | -------------------------------------- | ---- | ----------- |
| 550 34 (n)     | Waffm. Kast. 550 (n) für MG | Bøssemakerkasse                        |      |             |

### D 50/7
(Quelle: )

#### Handwinkelfernrohr
- Liste von Handwinkelfernrohren gemäß den Kennblättern fremden Geräts D 50/7

| dtsch. Kennnr. | Abk. dtsch. Ben.           | Landesbez.nach HWA (Wikipedia-Artikel) | Bild | Bemerkungen                 |
| -------------- | -------------------------- | -------------------------------------- | ---- | --------------------------- |
| 351 27 (f)     | Handwinkelfernrohr 351 (f) | Zwillingsperiskop Mod 1936             |      | zur Beobachtung aus Deckung |

#### Kommandogerät
- Liste von Kommandogeräten gemäß den Kennblättern fremden Geräts D 50/7

| dtsch. Kennnr. | Abk. dtsch. Ben.      | Landesbez.nach HWA (Wikipedia-Artikel) | Bild | Bemerkungen         |
| -------------- | --------------------- | -------------------------------------- | ---- | ------------------- |
| 950 27 (f)     | Kommandogerät 950 (f) | in D 50/7 keine Angabe                 |      | für Festungsanlagen |

#### Kompass
- Liste von Kompassen gemäß den Kennblättern fremden Geräts D 50/7

| dtsch. Kennnr. | Abk. dtsch. Ben. | Landesbez.nach HWA (Wikipedia-Artikel) | Bild | Bemerkungen                             |
| -------------- | ---------------- | -------------------------------------- | ---- | --------------------------------------- |
| 550 27 (f)     | M. Ko. 550 (f)   | in D 50/7 keine Angabe                 |      | entspricht dem deutschen Bézard-Kompass |

#### Messkreis
- Liste von Messkreisen gemäß den Kennblättern fremden Geräts D 50/7

| dtsch. Kennnr. | Abk. dtsch. Ben. | Landesbez.nach HWA (Wikipedia-Artikel) | Bild | Bemerkungen                                      |
| -------------- | ---------------- | -------------------------------------- | ---- | ------------------------------------------------ |
| 551 27 (f)     | Mkr. 551 (f)     | in D 50/7 keine Angabe                 |      | Verwendung in Panzer- Beobachtungsfernrohren R 4 |

#### Scherenfernrohr
- Liste von Scherenfernrohren gemäß den Kennblättern fremden Geräts D 50/7

| dtsch. Kennnr. | Abk. dtsch. Ben. | Landesbez.nach HWA (Wikipedia-Artikel) | Bild | Bemerkungen                                       |
| -------------- | ---------------- | -------------------------------------- | ---- | ------------------------------------------------- |
| 251 27 (f)     | S. F. 251 (f)    | in D 50/7 keine Angabe                 |      | hergestellt bei Societe d'Optique et de Mécanique |

#### Sehrohr
- Liste von Sehrohren gemäß den Kennblättern fremden Geräts D 50/7

| dtsch. Kennnr. | Abk. dtsch. Ben. | Landesbez.nach HWA (Wikipedia-Artikel) | Bild | Bemerkungen                 |
| -------------- | ---------------- | -------------------------------------- | ---- | --------------------------- |
| 360 27 (f)     | S. R. 360 (f)    | in D 50/7 keine Angabe                 |      | hergestellt bei Sowjetstern |

### D 50/9
(Quelle: )

#### Minensuchgeräte
- Liste von Minensuchgeräten gemäß den Kennblättern fremden Geräts D 50/9

| dtsch. Kennnr. | Abk. dtsch. Ben.   | Landesbez.nach HWA (Wikipedia-Artikel) | Bild | Bemerkungen                                         |
| -------------- | ------------------ | -------------------------------------- | ---- | --------------------------------------------------- |
| 111 30 (r)     | M. S. Ger. 111 (r) | in D 50/9 keine Angabe                 |      | zum Aufsuchen von im Erdboden verlegten Metallminen |

#### Übertragungskörper
- Liste von Übertragungskörpern gemäß den Kennblättern fremden Geräts D 50/9

| dtsch. Kennnr. | Abk. dtsch. Ben.        | Landesbez.nach HWA (Wikipedia-Artikel) | Bild | Bemerkungen                              |
| -------------- | ----------------------- | -------------------------------------- | ---- | ---------------------------------------- |
| 171 14 (e)     | 28 g Übertr. K. 171 (e) | in D 50/9 keine Angabe                 |      |                                          |
| 171 14 (e) 21  | Büchse 171 (e)          | in D 50/9 keine Angabe                 |      | Transportbehälter für Übertragungskörper |

### D 50/10
(Quelle: )

#### Lüftungsgerät
- Liste von Lüftungsgerät gemäß den Kennblättern fremden Geräts D 50/10

| dtsch. Kennnr. | Abk. dtsch. Ben.     | Landesbez.nach HWA (Wikipedia-Artikel) | Bild | Bemerkungen     |
| -------------- | -------------------- | -------------------------------------- | ---- | --------------- |
| 151 38 (h)     | Bunkerlüfter 151 (h) | in D 50/10 keine Angabe                |      | 0,4 m³ Luft/min |

#### Markierungsmittel
- Liste von Markierungsmitteln gemäß den Kennblättern fremden Geräts D 50/10

| dtsch. Kennnr. | Abk. dtsch. Ben.     | Landesbez.nach HWA (Wikipedia-Artikel) | Bild | Bemerkungen                                                               |
| -------------- | -------------------- | -------------------------------------- | ---- | ------------------------------------------------------------------------- |
| 858 38 (e)     | Spürfähnchen 858 (e) | Sign, warning, gas                     |      | Kennzeichnung von vergifteten Gelände, gelbes Blech mit schwarzer Schrift |

#### Reinigungsgerät
- Liste von Reinigungsgerät gemäß den Kennblättern fremden Geräts D 50/10

| dtsch. Kennnr. | Abk. dtsch. Ben.       | Landesbez.nach HWA (Wikipedia-Artikel) | Bild | Bemerkungen                                                 |
| -------------- | ---------------------- | -------------------------------------- | ---- | ----------------------------------------------------------- |
| 512 38 (e)     | Klarsichtstift 512 (e) | in D 50/10 keine Angabe                |      | Vorbeugung gegen Beschlagen der Augenscheiben von Gasmasken |

### D 50/12
(Quelle: )

#### Schienenfahrzeuge
- Liste von Schienenfahrzeugen gemäß den Kennblättern fremden Geräts D 50/12

| dtsch. Kennnr. | Abk. dtsch. Ben.                | Landesbez.nach HWA (Wikipedia-Artikel)              | Bild | Bemerkungen                                                                   |
| -------------- | ------------------------------- | --------------------------------------------------- | ---- | ----------------------------------------------------------------------------- |
| 900 21 (i)     | Eisb. Pz. Wg. Littorina Mod. 43 | Littorina Blindata Mod 43 (Panzer-Triebwagen Libli) |      | ein normaler Schnelltriebwagen der ital. Eisenbahn mit verkürztem Fahrgestell |

### D 50/13
(Quelle: )

#### Antennenkopplungsgerät
- Liste von Antennenkopplungsgeräten gemäß den Kennblättern fremden Geräts D 50/13

| dtsch. Kennnr. | Abk. dtsch. Ben. | Landesbez.nach HWA (Wikipedia-Artikel) | Bild | Bemerkungen                                                                       |
| -------------- | ---------------- | -------------------------------------- | ---- | --------------------------------------------------------------------------------- |
| 792 24 (e)     | Fu. Ger. 792 (e) | Aerial Coupling Equipment „B“          |      | Antennenkopplungsgerät „B“ für Anschluss einer mehr als 2,75 m entfernten Antenne |

#### Fernsteuergerät
- Liste von Fernsteuergeräten gemäß den Kennblättern fremden Geräts D 50/13

| dtsch. Kennnr. | Abk. dtsch. Ben. | Landesbez.nach HWA (Wikipedia-Artikel) | Bild | Bemerkungen                                                                                        |
| -------------- | ---------------- | -------------------------------------- | ---- | -------------------------------------------------------------------------------------------------- |
| 782 24 (e)     | Fu. Ger. 782 (e) | Wireless Remote Control B              |      | Fernsteuergerät für Ferntastung und Fernsprechung eines Senders mittels Fernsprecher oder Mikrofon |

#### Übertrager
- Liste von Übertragungsgeräten gemäß den Kennblättern fremden Geräts D 50/13

| dtsch. Kennnr. | Abk. dtsch. Ben.   | Landesbez.nach HWA (Wikipedia-Artikel) | Bild | Bemerkungen                                                                               |
| -------------- | ------------------ | -------------------------------------- | ---- | ----------------------------------------------------------------------------------------- |
| 193 24 (e)     | Übertrager 193 (e) | Superponing units (one transformer)    |      | Übertrager Anruf durch Summer oder Induktor Verständigung durch Sprache oder Morsezeichen |